# Scala di percezione dello sforzo
La scala di percezione dello sforzo (RPE, Rate of Perceived Exertion), chiamata anche scala RPE, o scala di Borg in richiamo al suo inventore, Gunnar Borg, serve per valutare la percezione soggettiva dello sforzo fisico in relazione all'entità o intensità dello stesso durante l'attività fisica.

## Definizione
La scala è stata ampiamente riconosciuta come parametro attendibile per registrare lo sforzo durante l'esercizio fisico. Essa può essere applicata come sistema integrativo assieme alla misurazione diretta dell'intensità dello sforzo nelle attività cardiovascolari, riconoscibile con i parametri della frequenza cardiaca massima (% FCmax o HRmax) e del % VO2max (massimo consumo di ossigeno). Ma può essere utilizzata anche da sola, senza alcun monitoraggio diretto dell'intensità dello sforzo, per persone che praticano l'attività fisica a scopo ricreativo, senza dati fisiologici alla mano per poter risalire all'intensità vera e propria. Poiché la misurazione della frequenza cardiaca (FC) durante l'esercizio può risultare spesso imprecisa a causa di metodi di rilevazione poco accurati, viene comunque suggerito che la Scala RPE possa essere usata come strumento integrativo assieme alla FC per stimare lo sforzo percepito indipendentemente dai battiti cardiaci.
Dal momento che la valutazione dello sforzo percepito (RPE) è molto associata alla percentuale del VO2max, è stata creata una linea guida per risalire indicativamente all'intensità dell'esercizio. Sono stati impostati una serie di 15 numeri dal 6 al 20, relazionandoli con i valori della frequenza cardiaca durante uno sforzo fisico. Il valore più basso della scala corrisponde indicativamente ai battiti a riposo (circa 60), mentre il valore più alto corrisponderebbe ad una frequenza cardiaca massima, indicativamente 200 bpm. La RPE viene spesso utilizzata per stabilire l'intensità dell'esercizio associandone le percezioni e le risposte generali in base al grado di fatica. Essa infatti dispone di ulteriori indicatori soggettivi per aiutare i praticanti a capire come utilizzare questa valutazione in modo più efficace.
Svariate ricerche hanno dimostrato che la scala RPE è fortemente relazionata con l'elevazione dei livelli di lattato ematico in risposta all'esercizio indipendentemente dal sesso, dal tipo di esercizio eseguito, e dall'intensità dell'esercizio. Il lattato è un sottoprodotto tipico del metabolismo dei glucidi, e nell'ambito dell'esercizio aerobico o cardiovascolare, ciò significa che più l'entità dello sforzo assume caratteristiche anaerobiche, più lo sforzo viene percepito. I livelli di lattato infatti sono strettamente correlati ad un maggiore o crescente impiego di carboidrati durante l'esercizio, pertanto un esercizio anaerobico ad un'intensità tale da massimizzare la produzione di lattato sarà percepita più faticosa di un'attività aerobica dove i lattato riesce ad essere smaltito più facilmente, e questo è ancora proporzionale all'intensità dello sforzo. I risultati degli studi hanno indicato che la soglia anaerobica (il punto di passaggio dal metabolismo aerobico a quello anaerobico lattacido) si verifica tra i punteggi 13 e 15 sulla scala RPE, che corrispondono alle percezioni un po' duro e duro.

### Scala di percezione dello sforzo OMNI
Anche se in alcuni casi la scala RPE può essere utilizzata nell'esercizio anaerobico con sovraccarichi (Resistance training), in realtà questa è più utilizzata nell'esercizio cardiovascolare. Più recentemente è stato introdotto un metodo alternativo alla Scala RPE chiamato OMNI-resistance exercise scale, o OMNI-perceived exertion scale, cioè una scala di percezione dello sforzo adatta nello specifico al Resistance training in quanto non viene correlata all'intensità intesa come % FCmax o % VO2max, ma piuttosto come % One-repetition maximum (% 1-RM). Si tratta di una scala di 10 punti soggettivi che trae spunto dalla RPE. Ogni punto da 1 a 10 nella scala OMNI rappresenta approssimativamente un incremento del 10% dell'intensità in relazione alla percentuale su 1-RM. Ad esempio l'uso di un carico relativo al 100% di 1-RM rappresenta il punteggio di 10 nella scala OMNI, mentre un carico corrispondente al 50% di 1-RM corrisponde ad un punteggio di 5. La OMNI-resistance exercise scale non è un metodo molto preciso, ma piuttosto qualitativo, in quanto determina quanto è duro l'esercizio secondo quanto percepito soggettivamente dall'esecutore.

## Scala RPE
1. Fatica o intensità nulla: analogo a stare seduti o rilassati
2. Estremamente leggero: Un movimento molto facile
3. Molto leggero: Simile ad una normale camminata.
4. Leggero: Paragonabile all'intensità di un riscaldamento leggero.
5. Abbastanza duro: Un'intensità percepita come leggermente impegnativa.
6. Duro: Un'intensità percepita come impegnativa.
7. Molto duro: Un'intensità percepita come molto impegnativa.
8. Estremamente duro: Un'intensità molto alta che non può essere mantenuta.
9. Sforzo massimale: Un'intensità massima poco sostenibile.

### Correlazione tra RPE e% VO2max[2]
- 6-9 = 30% VO2max
- 10-11 = 30-49 % VO2max
- 12-13 = 50-75% VO2max
- 14-16 = 75-84% VO2max
- 17-20 = >85% VO2max

### Correlazione tra RPE e% FCmax
1. = 20% FCmax
2. = 30% FCmax
3. = 40% FCmax
4. = 50% FCmax
5. = 55% FCmax
6. = 60% FCmax
7. = 65% FCmax
8. = 70% FCmax
9. = 75% FCmax
10. = 80% FCmax
11. = 85% FCmax
12. = 90% FCmax
13. = 95% FCmax
14. = 100% FCmax